# Голова Парламенту Країни Басків
Голова Парламенту Країни Басків (баск.Eusko Legebiltzarreko mahaiburu или lehendakaria) — глава законодавчого органу в Країні Басків. Друга після Президента автономії посада в Країні Басків. Нині посаду займає представниця БНП Бакартчо Техерія

## Повноваження
Стаття 27.1 Статуту Баскської автономної спільноти 1979 року свідчить, що Законодавчі збори Басков оберуть свою колегію, включаючи голову: Конференція з числа своїх членів обере президента і голову, а постійна депутація діятиме на пленарному засіданні та в комітетах.
Єдина вимога – бути членом парламенту.
Стаття 30 Регламенту Баскського парламенту визначає систему відбору
1. Спочатку буде обрано президента. З-поміж запропонованих кандидатів кожен парламентарій впише в квиток лише одне ім'я, а президентом буде обрано того, хто набере повну більшість членів парламенту.
2. Якщо жоден кандидат не набере необхідної більшості, буде проведено ще одне голосування за двох кандидатів, які набрали найбільшу кількість голосів.
Якщо через рівність голосів є три або більше кандидатів, які набрали два найбільші числа голосів, всі вони пройдуть на другий тур голосування, якщо вони спеціально не заявять, що не будуть представлені. Кандидата, який набере найбільшу кількість голосів, буде обрано президентом у другому турі голосування.
3. У разі рівності голосів у другому голосуванні серед кандидатів з рівною кількістю голосів буде проведено третє голосування, і буде обраний той, хто набере найбільшу кількість голосів.
4. За рівності голосів навіть за третього голосування справа буде вирішена на користь кандидата зі списку, який набрав найбільшу кількість голосів на виборах.

## Список глав Параламенту
| №    | Політик                | Період на посаді          | Партія |
| ---- | ---------------------- | ------------------------- | ------ |
| І.   | Хуан Хосе Пухана       | 1980-1984 1984-1987       | БНП    |
| ІІ.  | Хесус Егігурен         | 1987-1990                 | СП     |
| ІІІ. | Хосеба Андоні Лейсаола | 1990-1994 1994-1998       | БНП    |
| IV.  | Хуан Марія Атуча       | 1998-2001 2001-2005       | БНП    |
| V.   | Ісаскун Більбао        | 2005-2009                 | БНП    |
| VI.  | Арантса Кігора         | 2009-2012                 |        |
| VII. | Бакартчо Техерія       | 2012-2016 2016-2020 2020- | БНП    |